# Адріана Барна
Адріана Барна (нар. 21 травня 1978) — колишня румунська тенісистка.
Найвищу одиночну позицію світового рейтингу — 180 місце досягла 3 травня 2004, парну — 121 місце — 19 травня 1997 року.
Здобула 2 одиночні та 3 парні титули туру ITF.
Завершила кар'єру 2007 року.

## Фінали ITF
| турніри $100,000 |
| турніри $75,000  |
| турніри $50,000  |
| турніри $25,000  |
| турніри $10,000  |

### Одиночний розряд: 6 (2–4)
| Результат | Ранг | Дата              | Турнір                     | Покриття   | Суперниця          | Рахунок       |
| --------- | ---- | ----------------- | -------------------------- | ---------- | ------------------ | ------------- |
| Перемога  | 1.   | 24 травня 1993    | ITF Битом, Польща          | Ґрунт      | Олена Татаркова    | 3–6, 6–3, 6–4 |
| Поразка   | 2.   | 19 травня 1997    | ITF Бріксен, Австрія       | Ґрунт      | Адрієнн Хегюдюш    | 3–6, 3–6      |
| Перемога  | 3.   | 26 липня 1999     | ITF Ле-Контамін, Франція   | Тверде     | Ленка Ценкова      | 7–6, 6–2      |
| Поразка   | 4.   | 24 листопада 2002 | ITF Мумбаї, Індія          | Тверде     | Ципора Обзилер     | 2–6, 2–6      |
| Поразка   | 5.   | 26 січня 2004     | ITF Бельфор, Франція       | Тверде (i) | Марта Домаховська  | 6–3, 0–6, 0–6 |
| Поразка   | 6.   | 6 вересня 2005    | ITF Дурмерсгайм, Німеччина | Ґрунт      | Євгенія Савранська | 6–2, 5–7, 1–6 |

### Парний розряд: 15 (3–12)
| Результат | Ранг | Дата              | Турнір                              | Покриття   | Партнерка          | Суперниці                             | Рахунок       |
| --------- | ---- | ----------------- | ----------------------------------- | ---------- | ------------------ | ------------------------------------- | ------------- |
| Поразка   | 1.   | 21 вересня 1992   | ITF Клуж, Румунія                   | Ґрунт      | Анка Барна         | Мартіна Гаутова Зузі Лорманн          | 4–6, 1–6      |
| Поразка   | 2.   | 29 Сер 1994       | ITF Марибор, Словенія               | Ґрунт      | Андреа Носай       | Катажина Теодорович Гелена Вілдова    | 5–7, 0–6      |
| Перемога  | 3.   | 15 липня 1996     | ITF Дармштадт, Німеччина            | Ґрунт      | Анка Барна         | Ленка Ценкова Павліна Райзлова        | 4–6, 6–3, 6–3 |
| Перемога  | 4.   | 16 вересня 1996   | ITF Клуж, Румунія                   | Ґрунт      | Андря Петрісор     | Александра Грябу Даньєла Івана        | 6–2, 6–2      |
| Перемога  | 5.   | 23 вересня 1996   | ITF Бухарест, Румунія               | Ґрунт      | Анка Барна         | Віраг Чурго Юлія Лютрова              | 4–6, 6–1, 6–0 |
| Поразка   | 6.   | 9 грудня 1996     | ITF Зальцбург, Австрія              | Килим (i)  | Анка Барна         | Мір'яна Лучич-Бароні Чанда Рубін      | 3–6, 2–6      |
| Поразка   | 7.   | 15 вересня 1997   | ITF Клуж, Румунія                   | Ґрунт      | Магда Міхалаке     | Тетяна Ковальчук Ганна Запорожанова   | 4–6, 7–5, 3–6 |
| Поразка   | 8.   | 9 грудня 1998     | ITF Тітізе-Нойштадт, Німеччина      | Килим (i)  | Анка Барна         | Квета Пешке Гелена Вілдова            | 4–6, 3–6      |
| Поразка   | 9.   | 20 вересня 1999   | ITF Салоніки, Греція                | Килим      | Адрієнн Хегюдюш    | Суріна Де Беер Елені Даніліду         | 2–6, 3–6      |
| Поразка   | 10.  | 29 листопада 1999 | ITF Cergy-Pontoise, Франція         | Тверде (i) | Анка Барна         | Ясмін Вер Ева Дірберг                 | 6–2, 2–6, 4–6 |
| Поразка   | 11.  | 10 липня 2000     | ITF Дармштадт, Німеччина            | Ґрунт      | Ганна Запорожанова | Мая Матевжич Марія Паола Дзавальї     | 6–7, 7–6, 4–6 |
| Поразка   | 12.  | 2 лютого 2003     | ITF Доха, Катар                     | Тверде     | Скарлетт Вернер    | Гульнара Фаттахетдінова Галина Фокіна | 4–6, 3–6      |
| Поразка   | 13.  | 4 квітня 2005     | ITF Рим, Італія                     | Ґрунт      | Андрея Ехрітт-Ванк | Аліче Канепа Емілі Стеллато           | 4–6, 0–6      |
| Поразка   | 14.  | 17 травня 2005    | ITF Santa Cruz de Тенерифе, Іспанія | Тверде     | Юлія Бабілон       | Аманда Кін Енн Кеотавонг              | 6–7, 6–3, 3–6 |
| Поразка   | 15.  | 6 вересня 2005    | ITF Дурмерсгайм, Німеччина          | Ґрунт      | Кароліна Шнайдер   | Даниця Крстаїч Олена Чалова           | 6–4, 4–6, 4–6 |